# Sutton (Bedfordshire)
Sutton – wieś w Anglii, w hrabstwie ceremonialnym Bedfordshire, w dystrykcie (unitary authority) Central Bedfordshire. Leży 17 km na wschód od centrum miasta Bedford i 68 km na północ od centrum Londynu.